# Quoits

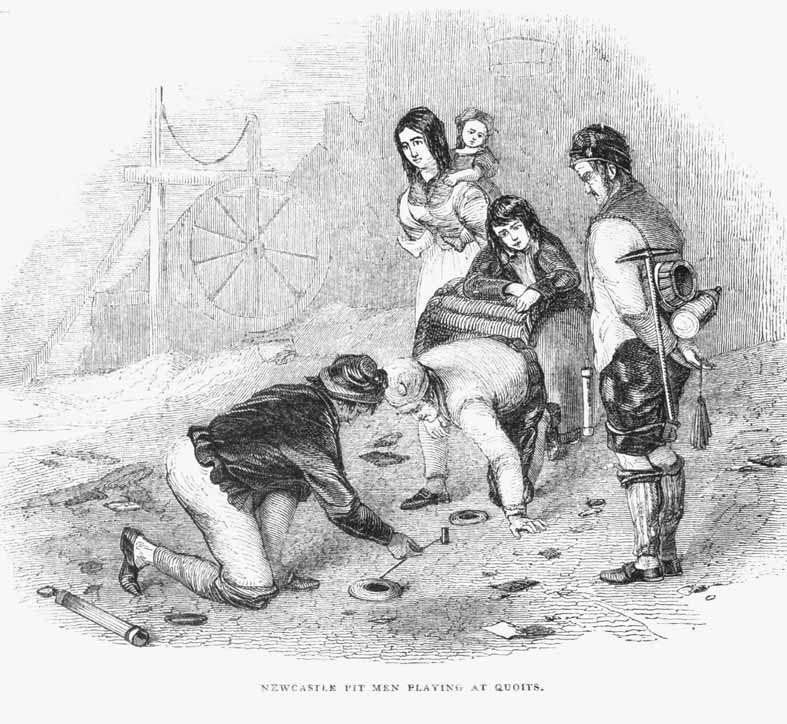
Uma partida de quoits

Quoit (koite) é um jogo tradicional, que envolve o lançamento de argolas de metal, de corda ou de borracha sobre uma distância definida, geralmente de terra sobre ou perto de um ponto (por vezes chamado de placa, pino). O esporte de quoit abrange diversas variações distintas.